# LIPortal
LIPortal – Das Länder-Informations-Portal war eine Website, die grundlegende und laufend aktualisierte, entwicklungspolitisch relevante Informationen zu Entwicklungsländern bereitstellt. Es wurde von der Deutschen Gesellschaft für Internationale Zusammenarbeit betrieben und von Fachredakteuren betreut. In seiner letzten Form bestand das Portal seit 2016. Das Angebot wurde 2021 eingestellt und ist seit dem 30. Juni 2021 nicht mehr abrufbar.
Das Portal war Teil des Schulungsangebots der Akademie für Internationale Zusammenarbeit, die Entwicklungshelfer auf ihren Einsatz im Ausland vorbereitet. Die Koordination und Entwicklung der Website wurde von Mitarbeitern der Akademie betreut. Gefördert wurde das Projekt vom Bundesministerium für wirtschaftliche Zusammenarbeit und Entwicklung.
Fast hundert Redakteure, die jeweils ausgewiesene Experten sind, betreuten die Länderinformationen zu inzwischen über achtzig Ländern (Stand März 2018). Ausgangspunkt der Startseite war eine interaktive Weltkarte, auf der die Länder eingefärbt sind, über die Informationen vorliegen, und durch Anklicken zu den jeweiligen Informationsangeboten führt. Alternativ gab es eine Sitemap mit alphabetisch sortierter Länderliste. Die Einträge sind weitgehend parallel gestaltet und umfassen jeweils fünf Gebiete, nämlich „Überblick“, „Geschichte und Staat“, „Wirtschaft und Entwicklung“, „Gesellschaft“ und „Alltag“.
Nachdem die Länderinformationen bereits einige Jahre unter wechselnden URLs verfügbar waren, zuletzt ab 2009 im Rahmen der entwicklungspolitischen Arbeitsgemeinschaft Inwent, wurde im Jahr 2016 ein Relaunch durchgeführt, der auch ein eigenes Logo einführte. Die technische und gestalterische Umsetzung übernahmen zwei Berliner Internet-Agenturen. Die Programmierung war auf Suchmaschinenoptimierung und Barrierearmut ausgerichtet, das Layout wurde an das Corporate Design der deutschen entwicklungspolitischen Agenturen angepasst. Die TYPO3-Oberfläche soll für einfache Veränderbarkeit der Inhalte durch die Redakteure sorgen. Es wurde auf ein responsives Design für eine gute mobile Bedienbarkeit Wert gelegt.
Die Schweizer entwicklungspolitische Arbeitsgemeinschaft Alliance Sud bezeichnet das LIPortal als „nützliche öffentlich zugängliche, laufend aktualisierte Wissensressource“. Das Informationsportal zur politischen Bildung urteilt, das LIPortal decke ein „breites Spektrum zu relevanten Aspekten der Internationalen Zusammenarbeit“ ab.

## Belege
1. ↑  Startseite – Das Länderinformationsportal. In: LIPortal. 22. April 2021, archiviert vom Original (nicht mehr online verfügbar) am 22. April 2021; abgerufen am 20. Juli 2021.  Info: Der Archivlink wurde automatisch eingesetzt und noch nicht geprüft. Bitte prüfe Original- und Archivlink gemäß Anleitung und entferne dann diesen Hinweis.
2. ↑  Impressum des LIPortals.
3. ↑  Startseite des LIPortals.
4. 1 2 3  Entwicklungspolitisch relevante Informationen. In: Grafikdesign Bar M. 22. März 2016; Tweet von undkonsorten vom 18. November 2016 zum Relaunch.
5. 1 2  Referenz-Website: LIPortal – Das Länder-Informations-Portal. In: Alliancesud.ch, Aufgenommen am 16. März 2017.
6. ↑  Karsten Weitzenegger: Ausgewähle Weblinks. In: Weitzenegger.de, 29. April 2009.
7. ↑  Undkonsortenseiten: Referenzen. (Memento des Originals vom 13. März 2018 im Internet Archive)  Info: Der Archivlink wurde automatisch eingesetzt und noch nicht geprüft. Bitte prüfe Original- und Archivlink gemäß Anleitung und entferne dann diesen Hinweis. In: UndKonsorten.com.
8. ↑  LIPortal – Das Länder-Informations-Portal. In: Informationsportal zur politischen Bildung.